# Риу-Верди
Риу-Верди (порт. Rio Verde) — город и муниципалитет в Бразилии, входит в штат Гояс. Составная часть мезорегиона Юг штата Гояс. Входит в экономико-статистический микрорегион Судуэсти-ди-Гояс. Население составляет 149 382 человека на 2007 год. Занимает площадь 8388,295 км². Плотность населения — 27,5 чел./км².

## История
Город основан — 5 августа 1848 года.

## Статистика
- Валовой внутренний продукт на 2005 год составляет 2 350 229 524,00 реалов (данные: Бразильский институт географии и статистики).
- Валовой внутренний продукт на душу населения на 2005 год составляет 17 640,00 реалов (данные: Бразильский институт географии и статистики).
- Индекс развития человеческого потенциала на 2000 год составляет 0,807 (данные: Программа развития ООН).

## География
Климат местности: тропический.